# Batolit

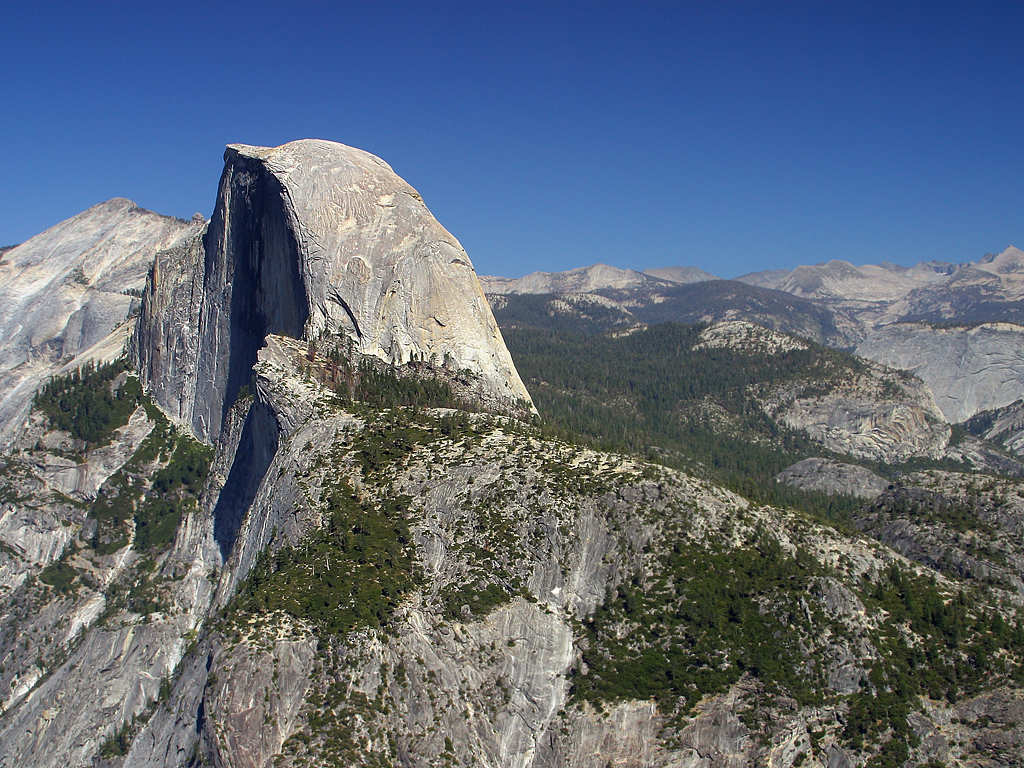
Half Dome, granitový monolit v Národním parku Yosemite a část batolitu Sierra Nevada

Batolit (z řečtiny bathys = hluboký, lithos = kámen) je v geologii rozsáhlé (až tisíce km²) intruzívní magmatické těleso plutonických hornin, nejčastěji zhruba kruhovitého nebo eliptického tvaru, diskordantní vůči svému okolí.

## Vznik
Batolity vznikaly utuhnutím magmatu hluboko pod zemským povrchem. Tvar je závislý na charakteru horniny, do které tavenina pronikla. spodní omezení není známé a to ani na základě geofyzikálního průzkumu. Většinou se skládají z kyselých hornin (granitoidů) a vždy jsou vázány na orogenní pásma, která jsou s nimi paralelně protažená. Hranice s okolím může být ostrá nebo difúzní (plynulý přechod). Některé batolity vznikly substitucí okolních hornin (granitizací), jiné výstupem magmatu a jeho intruzí. Většina batolitů je tvořena převážně felsickými nebo intermediálními horninami, jako je granit, nebo diorit. Batolity často výrazně kontaktně metamorfují své nejbližší okolí (tzv. metamorfní aureola neboli kontaktní dvůr) a bývá na ně vázáno zrudnění. Jsou to největší a nejdůležitější hlubinná tělesa, petrograficky i strukturně značně nejednotná. Podle tvaru se nejčastěji rozlišují kopulovité a jazykovité plutony, které tuhly většinou v hloubkách 10 až 20 km pod povrchem. Typické batolity se do hloubky rozšiřují, avšak jsou některé, které se nerozšiřují nebo dokonce zužují. Tělesa, která se nálevkovitě do hloubky zužují se nazývají etmolity. Hojné jsou také plutony, které se na jednom rozšířeném konci příčně sklánějí do hlubin a na druhém vybíhají v mírně ukloněné až vodorovné jazykovité nebo ploché výběžky a cípy. Skutečnost, že dnes vystupují na povrch a jsou předmětem těžby v povrchových lomech, je podmíněna následnou erozí. Nejsou výsledkem jediné magmatické intruze, ale většinou se skládají z mnoha po sobě jdoucích plutonických průniků. Příklad batolitu velkých rozměrů je centrální masiv, který z Bavorska a Rakouska zabíhá na Šumavu a na Českomoravskou vysočinu. Typickým plutonem je středočeský masiv. Utuhly sice ve velkých hloubkách, ale denudací byly obnaženy již brzy po svém vzniku. Hlubinná tělesa intrudovala ve spodním karbonu, ale již ve svrchnokarbonských arkozách a slepencích ve středních Čechách jsou hojné úlomky tohoto plutonu, což je důkazem, že byla již tehdy denudací obnažena.

## Vulkanické batolity
Jsou to erodované bývalé sopečné řetězce. Mají ve své kořenové oblasti obvykle složitou strukturu intruzí, které celkově představují batolity. Tyto intruze (průniky) jsou součástí magmatické činnosti sopečného řetězce, a obsahují výrazně větší podíl materiálu z hlubin Země než ze sopečných materiálů (lávy a strusky) utuhlých blízko zemskému povrchu nebo přímo na povrchu. Známý příklad je batolit Sierra Nevada ve Spojených státech, v národním parku Yosemite.

## Orogenní batolity
Vznikají během vrásnění. kdy může docházet k tavení zemského pláště a substitucí okolních hornin bez intruzí magmatu. Takto vzniklá magmatická tělesa mohou dosáhnout podobných velikostí jako vulkanické batolity, ale jejich chemické složení je rozdílné. Jsou často obohaceny draslíkem a jejich složení odpovídá průměrným hodnotám kontinentální zemské kůry.

## Výskyt
Batolity se nacházejí ve všech oblastech Země, ve kterých došlo k rozsáhlé magmatické činnosti. Příklady batolitů jsou:
- Batolit Sierra-Nevada, USA
- Pobřežní Plutonický Komplex, Pobřežní hory a Kaskádové pohoří, Kanada, USA
- Patagonský batolit, Andy
- Batolit Chinamora, Zimbabwe
- Batolit Adamello, Alpy
- Aralský žulový batolit, Čína, Altaj
- Land's End, žulový batolit, Cornwall, Velká Británie rozšíření 68 000 km 3.[4]
- Středočeský masiv